# PQ4R
PQ4R, akronym för Preview, Question, Read, Reflect, Recite and Review, är en tidig studietekniksmetod för att hjälpa studenter att komma ihåg vad det är de har läst
PQ4R utvecklades av E.L. Thomas och H.A. Robinson och presenterades i deras bok Improving Reading in Every Class: A sourcebook for teachers från 1972. Den byggde vidare på SQ3R-metoden som Francis P. Robinson hade beskrivit 1961.